# 罗兰·尼尔松
罗兰·尼尔松（瑞典語：Roland Nilsson，1963年11月27日—），瑞典男子足球运动员，场上位置是后卫。他曾代表瑞典国家队参加1990年和1994年国际足联世界杯，其中1994年世界杯获得季军。